# K-mix Wiz.
K-mix Wiz.（ケイミックス・ウィズ）は、静岡エフエム放送（K-mix）で放送されていたラジオ番組である。キャッチコピーは、「とにかく楽しい魔法のラジオ、それがK-mix Wiz.！」。

## 概要
『K-mix Double Eyes』（以下、『Double Eyes」。』）」に代わる生ワイド番組として、2021年4月1日（初回である当日は木曜日）に放送が開始された。同時に、『K-mix おひるま協同組合』終了以来、2年ぶりとなるパーソナリティ2人体制での番組である。帯番組ではあるが、月曜日・火曜日（以下、「月火」という。）と水曜日・木曜日（以下、「水木」という。）とで異なるパーソナリティが起用されている。ジングルやBGM等は全曜日共通であるものの、その番組内容は前者と後者とで大きく異なる。特に水木は、同年3月まで放送されていた『K-mix FOOO NIGHT ピンソバ』（以下、『ピンソバ』。）」からの実質的なスライドであるため、同番組の内容が色濃く反映されている。
本番組において、月火では曲のリクエストを受け付けている。一方で、水木では『ピンソバ』に引き続き、リクエストは受け付けておらず、水曜日は川﨑玲奈と担当ディレクターが隔週で、木曜日はバカボン鬼塚によって、主に洋楽を中心に選曲されている。
2022年（令和4年）3月16日放送回をもって、放送回数が通算200回を迎えた（水木は同日で、月火は前日の3月15日で、それぞれ放送回数が100回となった）。
2023年（令和5年）3月20日放送回で同月末での番組終了が発表され、3月30日をもって番組が終了した。コーナーの一部はK-MIX GOOD-TIE!やK-MIX MOVE ONに引き継がれる。

## パーソナリティ

### 月曜日・火曜日
- 芦沢ムネト（番組内での愛称は「むねっち」。）
- 鈴木愛実（K-mixアナウンサー・パーソナリティ、番組内での愛称は「まーな」。）

### 水曜日・木曜日
- バカボン鬼塚（番組内では「鬼さん」と呼ばれることが多い。）
- 川﨑玲奈（K-mixアナウンサー・パーソナリティ、番組内では「ザキさん」や「ザッキー」と呼ばれる事が多い。）

## タイムテーブル
2022年4月現在。時間はいずれも日本標準時（JST）。
| 時 | 月曜日                                                      | 火曜日                                                      | 時 | 水曜日                                                      | 木曜日                                                                          |
| -- | ----------------------------------------------------------- | ----------------------------------------------------------- | -- | ----------------------------------------------------------- | ------------------------------------------------------------------------------- |
| 11 | 30 オープニング                                             | 30 オープニング                                             | 11 | 30 オープニング                                             | 30 オープニング                                                                 |
| 11 |                                                             |                                                             | 11 | 45 うご★ラジ（牧村一穂ほか）                                |                                                                                 |
| 11 |                                                             |                                                             | 11 | 53頃 テーマメッセージ・ふつおた                             |                                                                                 |
| 12 | 00 K-mix TRAFFIC & WEATHER INFORMATION, K-mix HEADLINE NEWS | 00 K-mix TRAFFIC & WEATHER INFORMATION, K-mix HEADLINE NEWS | 12 | 00 K-mix TRAFFIC & WEATHER INFORMATION, K-mix HEADLINE NEWS | 00 K-mix TRAFFIC & WEATHER INFORMATION, K-mix HEADLINE NEWS                     |
| 12 | 10 テーマメッセージ・ふつおた                               | 10 テーマメッセージ・ふつおた                               | 12 | 10 テーマメッセージ・ふつおた                               | 10 テーマメッセージ・ふつおた                                                   |
| 12 | 21 ラジオで見る静岡                                         | 21 サスティナ・ライフ                                       | 12 | 21 記念日には、プラスアルファ「ありがとう」を添えて。       | 21 蓬莱の湯・笑福の湯 湯けむり名人戦                                            |
| 12 | 43頃 テーマメッセージ・ふつおた                             | 43頃 テーマメッセージ・ふつおた                             | 12 | 43頃 テーマメッセージ・ふつおた                             | 43頃 テーマメッセージ・ふつおた                                                 |
| 13 | 00 K-mix TRAFFIC & WEATHER INFORMATION, K-mix HEADLINE NEWS | 00 K-mix TRAFFIC & WEATHER INFORMATION, K-mix HEADLINE NEWS | 13 | 00 K-mix TRAFFIC & WEATHER INFORMATION, K-mix HEADLINE NEWS | 00 K-mix TRAFFIC & WEATHER INFORMATION, K-mix HEADLINE NEWS                     |
| 13 | 08 Wiz. Talk                                                | 08 Wiz. Talk                                                | 13 | 08 Wiz. Talk                                                | 08 いぬじゅんの「ゐ」（奇数週） 08 そこの君、果物を答えにしてごらん？（偶数週） |
| 13 | 30頃 テーマメッセージ・ふつおた                             | 30頃 テーマメッセージ・ふつおた                             | 13 | 30頃 テーマメッセージ・ふつおた                             | 30頃 テーマメッセージ・ふつおた                                                 |
| 13 | 37 Wiz. Car Life                                            | 37 Let's go out on the weekend！supported by SWEN           | 13 | 37 ドレにしようかもう迷ネーズ                               | 37 イズモはいつも起きています                                                   |
| 13 | 50頃 テーマメッセージ・ふつおた                             | 50頃 テーマメッセージ・ふつおた                             | 13 | 50頃 テーマメッセージ・ふつおた                             | 50頃 テーマメッセージ・ふつおた                                                 |
| 13 | 53 Wiz. 関所大作戦（偶数月）                                | 53 ムネインDEハマイン                                       | 13 | 53 Wiz.ドクター                                             | 53 【箱番組】Dr.寺田のこころからだクリニック                                    |
| 14 | 00 K-mix TRAFFIC & WEATHER INFORMATION, K-mix HEADLINE NEWS | 00 K-mix TRAFFIC & WEATHER INFORMATION, K-mix HEADLINE NEWS | 14 | 00 K-mix TRAFFIC & WEATHER INFORMATION, K-mix HEADLINE NEWS | 00 K-mix TRAFFIC & WEATHER INFORMATION, K-mix HEADLINE NEWS                     |
| 14 | 08 愛実の実                                                 | 08 愛実の実                                                 | 14 | 08 Wiz. Favorite Songs                                      | 08 Wiz. Favorite Songs                                                          |
| 14 | 24 Wiz. Flower                                              | 24 Wiz. Flower                                              | 14 | 24 Wiz. Flower                                              | 24 Wiz. Flower                                                                  |
| 14 |                                                             | 40頃 おめコメクラブ                                         | 14 |                                                             |                                                                                 |
| 14 | 48頃 エンディング                                           | 48頃 エンディング                                           | 14 | 48頃 エンディング                                           | 48頃 エンディング                                                               |

## コーナー

### 月曜日・火曜日
全時間帯
- メッセージテーマ

コーナー等がない時間帯に随時紹介されている。
12時台
- ラジオで見る静岡（月曜日）
- サスティナ・ライフ（火曜日）

13時台
- Wiz. Talk

ゲストコーナーである。
- 渥美モータース presents Wiz. Car Life（月曜日）

渥美モータース提供。前番組Double Eyesのコーナーを改題してスタートした。
- Let's go out on the weekend! supported by SWEN（火曜日）

SWEN提供。前番組Double Eyesから継続されたコーナーである。
- Wiz. 関所大作戦（偶数月の月曜日）
- 浜名湖自動車学校プレゼンツ ムネインDEハマイン（火曜日）

14時台
- 愛実の実
- Wiz. Flower

前番組Double Eyesのコーナーを改題してスタートした、長年の本枠における代表的コーナーである（2022年1月までは松川電氣提供）。投稿者から相手方へのメッセージが読まれ、その相手方に対して、花がプレゼントされている。前番組までは孫から祖父母へのメッセージに限定されていたが、本番組になってからは家族、友人、先輩、後輩や同僚など、その対象範囲が拡大された。

### 水曜日・木曜日
全時間帯
- メッセージテーマ

コーナー等がない時間帯に随時紹介されている。その日のオープニングでのパーソナリティの会話などから番組ディレクターが決定するという方式を採っている。そのため、事前の発表はされない。また、編成上の都合から、14時台は1通も紹介されないということがしばしばある。
12時台
- アルファクラブ静岡 presents 記念日には、プラスアルファ「ありがとう」を添えて。（水曜日）

アルファクラブ静岡提供。ピンソバから継続されたコーナーである。
- 蓬莱の湯・笑福の湯　湯けむり名人戦（木曜日）

蓬莱の湯（島田市）と笑福の湯（焼津市）を運営するツチヤコーポレーション提供。ピンソバのコーナーであった「ふろおた」を改題・改編してスタートしたコーナーである。お風呂に関する「ネオ都々逸」（必ずしも「七・七・七・五」である必要はない）が募集されている。投稿の選定、紹介ともに川﨑によって行われている。コーナーの最後にはその日の「名人都々逸」が決定され、それを3回獲得すると「湯けむり名人」として、鬼塚と川﨑のサイン入り番組ステッカーが贈られる。また、湯けむり名人を10回獲得したリスナーには「ドドイツァー」として何かしらが贈られることになっているが、鬼塚曰く、こちらは未定である。
13時台
- Wiz. Talk（水曜日）

上記、月火参照。
- いぬじゅんの「ゐ」（奇数週の木曜日）

ピンソバから継続されたコーナーである。小説家のいぬじゅん が事前に提示するシチュエーションに沿った回答が大喜利形式で募集されており、ほぼ毎回、いぬじゅんもスタジオ生出演している。コーナーの最後でいぬじゅんに選ばれた投稿には「ゐ賞」として、特製ステッカーが贈られる。コーナーの冒頭では、いぬじゅん宛てのふつおたが紹介されることが恒例となっている。
- そこの君、果物を答えにしてごらん？（偶数週の木曜日）

はままつフルーツパーク時之栖（以下、単に「フルーツパーク」）の指定管理者である時之栖提供。ピンソバから継続されたコーナーである。ほぼ毎回、フルーツパークの担当者がスタジオもしくは電話にて生出演している。事前に提示するお題の果物が「答え」となるような問題が募集される。コーナーの最後でフルーツパーク担当者に選ばれた投稿には「クダモンドセレクション金賞」として、フルーツパークおすすめのフルーツセットが贈られる。
- ドレにしようかもう迷ネーズ（水曜日）

エスエスケイフーズ提供。ピンソバから継続されたコーナーである（内容は若干変更されている）。まず、鬼塚扮する料理愛好家の平野キミ（「キミ」は、鬼塚の本名に由来している）と川﨑扮する助手の玲奈の寸劇から始まり、ジョークを交えつつ同社のサイトで掲載されているレシピが紹介される（寸劇のラストは、川﨑が「ぎゃふん！」と言って締めるのがお決まりとなっている）。続いて、同社商品のレシピや目撃情報等のリスナーメッセージが紹介され、コーナーの最後には、紹介されたメッセージの中から抽選で1名に同社の商品が贈られる。
2022年3月までは、その月に紹介された全てのレシピを対象として、最終週に「ドレマヨ月間レシピ賞」が決定され、選ばれた1名には、同社商品の詰め合わせが贈られていた。
- イズモはいつも起きています（木曜日）

イズモ葬祭提供。Double Eyesから継続されたコーナーである。スポンサー企業の葬祭ディレクターをスタジオに招き、「終活」について、Wiz.流に解説されている。リスナーからの終活についての質問も募集されている。
- 甲賀病院 presents Wiz.ドクター（水曜日）

14時台
- Wiz. Favorite Songs

鬼塚と川﨑が互いにテーマを決め、そのテーマに沿う1曲が選曲される。水曜日は、前週木曜日に鬼塚が決めたテーマを基に川﨑によって、木曜日は、前日に川﨑が決めたテーマを基に鬼塚によってそれぞれ1曲選曲されている。すなわち、川﨑には6日間熟慮する余地があるが、鬼塚には1日間しか与えられていない。
- Wiz. Flower

上記、月火参照。
- おめコメクラブ

川﨑が（リクエストがあればそれを踏まえて）誕生日を祝うコメントを即興で贈るという、ピンソバから継続されたコーナーである。放送日当日が誕生日であるリスナーであり、かつ、投稿はその本人がすることが絶対条件であり、これら以外の投稿は一切認められていない（そのような投稿が取り上げられた場合には、鬼塚からのごく簡単なコメントが付されることがある）。概ね14時台後半に行われるが、編成の都合上、12時台や13時台に行われることもしばしばある。本コーナーにおいては、パーソナリティーからの告知はほとんどされず、コーナーがオンエア開始された時点で当日分の募集は締め切られる。コーナー名は、「誕生日おめでとうコメントクラブ」の略である。
ピンソバ時代は対象者や人数に特に制限がなかったため、本コーナーだけで20～30分超えてしまい、後の進行に影響を及ぼすことが常態化していた。そのため、本番組に移ってからは、当初は上記に加えて「1名限定」が条件であり、複数の投稿があった場合は抽選とされていた。その後、1ヶ月ほど経った5月中旬頃から人数制限がなくなり、徐々に現在の形式に落ち着いている。